# Заякошье
Заякошье — деревня в Череповецком районе Вологодской области.
Входит в состав Малечкинского сельского поселения, с точки зрения административно-территориального деления — в Малечкинский сельсовет.
Расстояние по автодороге до районного центра Череповца — 21 км, до центра муниципального образования Малечкино — 2 км. Ближайшие населённые пункты — Войново, Дементьево, Курилово.
По переписи 2002 года население — 1 человек.